# Jüdischer Friedhof (Staßfurt)

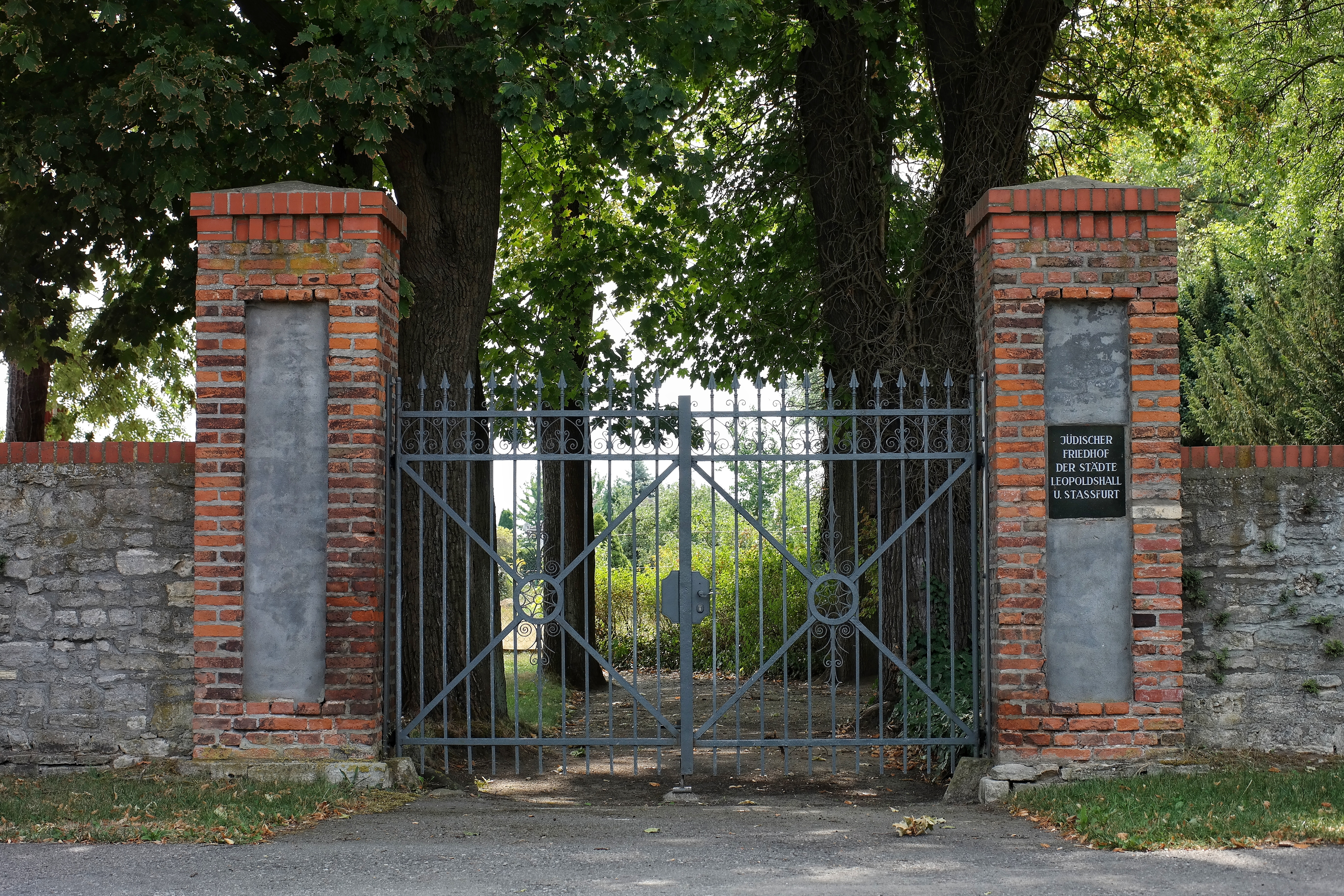
Tor des Jüdischen Friedhofes

Der Jüdische Friedhof der Städte Staßfurt und Leopoldshall ist ein jüdischer Friedhof in Staßfurt im Salzlandkreis in Sachsen-Anhalt. Er ist ein Kulturdenkmal.
Der etwa 200 m² große Friedhof, der neben dem allgemeinen Friedhof an der Hecklinger Straße liegt, ist mit einer massiven Bruchsteinmauer beziehungsweise an der Rückseite mit einem Zaun umgeben. Auf ihm befinden sich noch ca. zehn Grabsteine.

## Geschichte
Der Friedhof wurde 1870 angelegt. Die erste Beisetzung fand im Jahr 1872 statt. Eine letzte Beerdigung war 1921. In der NS-Zeit wurde der Friedhof mehrfach geschändet, ebenso in den Jahren 2003 und 2010. Im Jahr 1987 wurde eine Gedenktafel angebracht.